# Джеймс Ґренвілл, 1-й Барон Ґластонбері
Джеймс Ґренвілл, 1-й барон Ґластонбері, PC (6 липня 1742 — 26 квітня 1825) з Батлей-Корта, Сомерсет — політик Сполученого Королівства, який протягом своєї кар'єри був членом обох палат британського парламенту.

## Передісторія
Ґренвілл був старшим сином члена парламенту Джеймса Ґренвілла (12 лютого 1715 – 14 вересня 1783) і двоюрідним братом Джорджа Наджент-Темпл-Ґренвілла, 1-го маркіза Бекінґемського. Він отримав освіту в Ітонському коледжі та Крайст-Черчі, Оксфорд.
Ґренвілли були найвидатнішою аристократичною родиною в південно-східному англійському графстві Бекінґемшир у 18 і на початку 19 століть. Більшу частину цього часу вони делегували одного з двох парламентських представників графства Бекінґемшир і обох із міста Бекінґема. З цієї родини походили деякі видатні національні політичні діячі, у тому числі двоє прем'єр-міністрів (Джордж Ґренвілл та Вільям Віндем Ґренвілл, 1-й барон Ґренвілл). Родина також була близька з Вільямом Піттом Старшим і Вільямом Піттом Молодшим.

## Кар'єра
У 1766–1768 роках Ґренвілл був членом парламенту від Йоркширського району Тірск. У 1770–1790 роках, з 1774 до 1780 року, він очолював свій сімейний район Бекінґем разом зі своїм братом-близнюком Річардом Ґренвіллом. Потім він представляв центр графства Бекінґемшир 1790–1797.
У 1783 році він змінив свого батька. Як політик він зазвичай дотримувався своїх родинних зв'язків до 1801 і після 1806, але між цими роками він продовжував підтримувати Вільяма Пітта молодшого замість того, щоб зблизитися з Чарльзом Джеймсом Фоксом, як би це зробили більшість його політично активних родичів Ґренвіллів.
Він займав посаду молодшого міністра як лорда казначейства від березня 1782 до березня 1783. Вільям Петті, 2-й граф Шелберн, запропонував зробити Ґренвілла канцлером казначейства або військовим міністром, але він відмовився від цих призначень. Він був приведений до присяги Таємної ради 26 грудня 1783 року. Був членом торгової ради з 1784 року до самої смерті.
20 жовтня 1797 року він отримав титул барона Ґластонбері. Лорд Ґластонбері ніколи не одружувався, і після його смерті в 1825 році титул втратився. Він залишив свій маєток бібліофілу Томасу Ґренвіллу, а решту, включно з Батлей-Кортом, залишив родичу, преподобному Джорджу Невіллу-Ґренвіллу з Віндзора, пізніше декану Віндзора, який потім додав титул Ґренвілл до свого власного імені.